# Jules Auguste Lemire

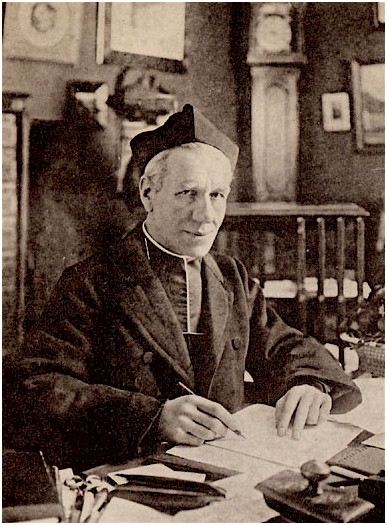
Jules Auguste Lemire

Jules Auguste Lemire, ook Abbé Lemire (Oud-Berkijn, 23 april 1853 - Hazebroek, 7 maart 1928) was een Frans katholiek priester, voorvechter van het 'Vlaams' en sociaal strijder, parlementslid en burgemeester, stichter en promotor van de volkstuintjes.

## Levensloop
Lemire groeide op in een boerengezin in Oud-Berkijn, een dorpje bij Hazebroek. Hij volgde onderwijs aan het klein seminarie "Franciscus van Assisi" in Hazebroek. Een van zijn leermeesters was hier de politiek geëngageerde priester Jacques Dehaene, die het klein seminarie in 1865 was gestart en tot 1881 leidde. Na beëindiging van het seminarie werd Lemire er werkzaam, aanvankelijk als begeleider, later als hulponderwijzer. In 1878 ontving hij de priesterwijding en kreeg een aanstelling als onderwijzer aan het klein seminarie, waar hij filosofie onderwees. Na de pensionering van Jacques Dehaene in 1881 gaf hij onderwijs in retorica.
Lemire onderbrak in 1893 zijn werk als onderwijzer en stelde zich kandidaat-volksvertegenwoordiger voor Frans-Vlaanderen namens de christen-socialisten. Hij werd verkozen en overwon daarbij een conservatieve generaal. In de verkiezingsjaren 1898, 1902, 1906, 1910 en 1914 werd hij steeds herkozen. In 1914 werd hij burgemeester van Hazebroek, gemeente waar hij ook pastoor was. Zijn politieke inzet, waarbij hij beschuldigd werd van te linkse sympathieën, waren er oorzaak van dat hij in 1914 door zijn bisschop gesuspendeerd werd. Hij werd weldra op verzoek van paus Benedictus XV in ere hersteld. 
Lemire maakte zich, vanaf zijn studententijd, de kennis van het Nederlands eigen en trad in regelmatig contact met Guido Gezelle en andere West-Vlaamse priesters. Hij werd actief lid van het Comité Flamand de France en stichtte het weekblad Le Cri des Flandres, waarin steeds artikels in het Nederlands verschenen. In het parlement hield hij bij herhaling redevoeringen waarin hij pleitte voor het behoud en het onderwijs van de streektalen.
Hij was vooral ook actief als democratisch verkozene. Hij stichtte de Haven voor Werklieden of Volkstuinen, werk dat na zijn dood werd verdergezet door de Fondation Abbé Lemire en door de Béguinage Abbé Lemire. Hij was stichter-voorzitter van de Fédération Internationale de la Ligue des Coins de Terre et du Foyer et des Jardins Ouvriers.
Hij was de stichter van het Collège Saint-Jacques in Hazebroek en van het Syndicat agricole en het Museum voor folklore in diezelfde stad. Onder zijn impuls opende in 1927 het Museum der Augustijnen (Musée des Augustins).

## Politiek
In het jaar van zijn eerste parlementaire kandidaatstelling, trok Lemire ten strijde tegen het besluit van het conservatieve kabinet-Dupuy, waarin de arbeidsbeurs zou worden opgeheven. Hij typeerde dit beleid als minachting van de arbeiders. Na zijn verkiezing in het parlement raakte hij gewond tijdens de bomaanslag vanaf de publieke tribune door de anarchist Vaillant.
In 1914 werd hij ook burgemeester van Hazebroek en bleef dit tot zijn overlijden in 1928. Ook na de oorlog werd hij regelmatig in het parlement herkozen en behield zijn mandaat tot aan zijn dood. In de laatste periode was hij ingeschreven onder de links-radicalen.

## Overtuiging
Kern van Lemires denken was de verzoening van volk en Kerk. Hij accepteerde daarom onvoorwaardelijk de republiek als staatsvorm. Hij was van mening dat het kerkelijk leven zich niet uitsluitend binnen de muren van de kerkgebouwen zou moeten afspelen, maar ook en vooral daarbuiten. Hij vond daarbij grote inspiratie in de encycliek Rerum Novarum. Lemire ijverde met Paul Antoine Naudet, Leo Dehon en andere "abbés démocrates" voor een sociaal bewogen clerus, die zich zou inzetten voor verbetering van de vaak in bittere armoede levende bevolking. Hiertoe zou elk gezin op het platteland de beschikking moeten krijgen over een eigen stuk land. Dit door hem genoemde terriarisme was een centraal punt in zijn politieke programma, dat vorm kreeg in de 1897 opgerichte "Ligue Française du Coin de Terre et du Foyer". In 1903 zette hij zich bovendien in voor beperkingen inzake kinderarbeid. Het landbouwpensioen kwam mede dankzij hem tot stand. verder ageerde hij tegen de doodstraf, voor de introductie van volkstuintjes, vermindering van het aantal werkuren voor vrouwen en invoering van kindergeld. Omdat Lemire menige redevoering in het Vlaams hield en zich inzette voor de taal en cultuur van de Westhoek, heeft hij ook betekenis voor de Vlaamse Beweging en de geschiedenis van Frans-Vlaanderen.
Lemire beschouwde de scheiding van Kerk en staat als een voorwaarde om de verantwoordelijkheid van Kerk en gelovigen gestalte te geven. Zo meende hij dat de secularisering niet alleen legitimiteit verschafte aan het openbare onderwijs, maar juist ook het recht op bijzonder onderwijs veronderstelde.

## Kritiek
Lemire werd gaandeweg beschouwd als een republikeinse katholiek. Hij steunde de republikeinse regering Waldeck-Rousseau, maar stemde desondanks later tegen de laïcistische wet over scheiding van kerk en staat van het kabinet Combes (1905). Ondertussen stond Lemire steeds meer bloot aan kritiek van integralisten uit zijn eigen aartsbisdom Kamerijk, zoals van de met Umberto Benigni bevriende kanunnik Delassus. Hij publiceerde zijn ideeën onder andere in de Réforme sociale en de Révue van Rijsel. Lemire gaf zijn eigen tijdschrift Cri des Flandres uit, dat in 1910 door wijbisschop Delamaire wegens modernisme werd gekritiseerd. In 1914 werd lezers van het blad door bisschop Charost van Rijsel gedreigd met onthouding van de absolutieverlening. Deze bisschop verbood Lemire bovendien de mis nog in het openbaar te lezen.
Ondanks de druk vanuit zijn diocees, kandideerde Lemire in 1914 - deze keer zonder ruggespraak met zijn bisschop - opnieuw voor een parlementszetel. Hij werd ook deze keer herkozen. Enkele weken later werd hij bovendien burgemeester] van Hazebroek. Hij maakte zich zeer verdienstelijk tijdens de naoorlogse wederopbouw, mede door de oprichting van een hypotheekbank, een ziekenhuis en de elektrificatie van Hazebroek. In 1916 werd hij gerehabiliteerd door paus Benedictus XV en in 1917 werd hij opgenomen in het Legioen van Eer voor zijn houding tijdens de Eerste Wereldoorlog. In 1918 had hij namelijk de evacuatie van de stad georganiseerd.

## Publicaties
- L'abbé Dehaene et la Flandre, Rijsel, 1891.
- Le cardinal Manning et son action sociale, 1893.

## Eerbetoon
- In 1929 werd een standbeeld van hem opgericht in Hazebroek.
- In zijn woning in Hazebroek is na zijn dood het Musée de l'Abbé Lemire ondergebracht.

## Bron
Het archief Lemire-Arbelet wordt bewaard in het gemeentelijk archief van Hazebroek.